# Constantin Marcus
Pour les articles homonymes, voir Marcus.
Julius Eugen Constantin Marcus, né le 6 septembre 1806 à Insterburg et mort le 15 mars 1865 à Gumbinnen, est un directeur d'école et homme politique prussien. Il est membre du Parlement de Francfort de 1848 à 1849. 

## Biographie
Fils d'un pasteur et directeur d'école, Constantin Marcus est né le 6 septembre 1806 à Insterburg en Prusse-Orientale. À partir de 1825, il étudie la théologie, les sciences naturelles et la linguistique à l'université de Königsberg, où il est membre de la fraternité étudiante Littuania. En 1840, il devient directeur adjoint d'une école pour jeunes filles à Bartenstein. 
En 1848, il est élu député au Parlement de Francfort dans la 19e circonscription de la province de Prusse, représentant l'arrondissement de Friedland. Il prend ses fonctions le 20 mai et rejoint la fraction Landsberg (centre). En mars 1849, il vote pour l'élection de Frédéric-Guillaume IV comme empereur des Allemands mais, le 25 mai, il quitte le Parlement. Pendant son mandat, il contribue de juin à décembre 1848 au Bartensteiner Anzeiger (« le journal de Bartenstein ») et, ensuite, prend part en juin 1849 au Parlement de Gotha. 
Par la suite, Marcus est nommé en 1850 directeur d'une école privée pour jeunes filles à Gumbinnen et devient dans les années 1850 éditeur du magazine Bürger- und Bauernfreund de Gumbinnen ainsi que membre de l'association des artisans (Handwerkverein). Par ailleurs, il se marie une première fois en 1853, puis une seconde fois en 1854. 
Il meurt le 15 mars 1865 à Gumbinnen, à 58 ans. 